# Pônei brasileiro
O pônei brasileiro é um cavalo destinado à iniciação de crianças na equitação podendo ser usado também em tração leve.
É um equino eumétrico, ágil, de bom temperamento para o serviço, dócil, com proporções equilibradas entre a altura da cernelha e o comprimento do corpo. Frente altiva e leve, bem aprumado e com angulações de membros que favorecem uma boa liberdade de movimentos ao passo, ao trote e ao galope.

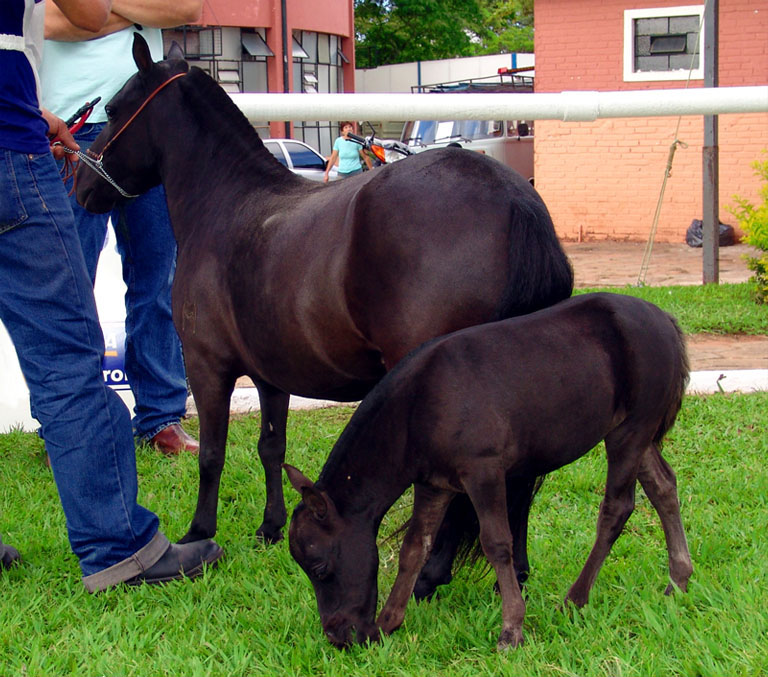
Mini pôneis.

## Características
Altura máxima aos 36 meses para machos: 100 cm.

Altura máxima aos 36 meses para fêmeas: 110 cm.

Altura ideal para raça: 90 cm.

Temperamento: Ativo e dócil.

Pelagem: Todas as pelagens e suas variedades.

(Dados acima constam do padrão da raça)
Minipôneis (ou Mini-horses) são pôneis com altura na cernelha menor que 100 cm.